# Мікко (Флорида)
Мікко (англ. Micco) — переписна місцевість (CDP) в США, в окрузі Бревард штату Флорида. Населення — 9574 особи (2020).

## Географія
Мікко розташоване за координатами 27°51′27″ пн. ш. 80°30′39″ зх. д. / 27.85750° пн. ш. 80.51083° зх. д. (27.857395, -80.510793).  За даними Бюро перепису населення США в 2010 році переписна місцевість мала площу 25,55 км², з яких 19,73 км² — суходіл та 5,82 км² — водойми.

## Демографія
Згідно з переписом 2010 року, у переписній місцевості мешкали 9052 особи в 5055 домогосподарствах у складі 2766 родин. Густота населення становила 354 особи/км².  Було 6562 помешкання (257/км²).
Расовий склад населення:
| - 97,5 % — білих - 0,4 % — чорних або афроамериканців - 0,3 % — корінних американців - 0,3 % — азіатів |

До двох чи більше рас належало 1,0 %. Частка іспаномовних становила 1,7 % від усіх жителів.
За віковим діапазоном населення розподілялося таким чином: 5,6 % — особи молодші 18 років, 38,4 % — особи у віці 18—64 років, 56,0 % — особи у віці 65 років та старші. Медіана віку мешканця становила 67,3 року. На 100 осіб жіночої статі у переписній місцевості припадало 88,3 чоловіків;  на 100 жінок у віці від 18 років та старших — 87,5 чоловіків також старших 18 років.
Середній дохід на одне домашнє господарство  становив 38 817 доларів США (медіана — 33 567), а середній дохід на одну сім'ю — 47 284 долари (медіана — 44 853). Медіана доходів становила 41 869 доларів для чоловіків та 22 313 долари для жінок. За межею бідності перебувало 17,9 % осіб, у тому числі 51,2 % дітей у віці до 18 років та 6,2 % осіб у віці 65 років та старших.
Цивільне працевлаштоване населення становило 1738 осіб. Основні галузі зайнятості: мистецтво, розваги та відпочинок — 22,9 %, освіта, охорона здоров'я та соціальна допомога — 18,6 %, роздрібна торгівля — 11,4 %, будівництво — 9,8 %.